# Nicoletta Braschi
Nicoletta Braschi (Cesena, 19 aprile 1960) è un'attrice e produttrice cinematografica italiana.
Conosciuta soprattutto per l'attività lavorativa con il marito, l'attore e regista Roberto Benigni, raggiunse l'apice del successo con l'interpretazione di Dora nel film premio Oscar La vita è bella (1997). In carriera ha vinto un David di Donatello, un premio al Festival de Cine de Mar de Plata, un premio Flaiano, un premio Ciak d'oro, un Globo d'oro alla carriera e ha ricevuto una candidatura allo Screen Actors Guild Award al miglior cast per La vita è bella. Ha inoltre ricevuto cinque candidature ai Nastri d'argento. Nel 2005 il presidente Ciampi la ha insignita dell'onorificenza di Ufficiale Ordine al Merito della Repubblica italiana e nel 2015 l'università di Toronto le ha conferito una laurea honoris causa in Legge.

## Biografia
Nasce a Cesena il 19 aprile 1960, da Guido Braschi, direttore della Confartigianato, e Paola De Giovanni, casalinga. Si trasferisce a Roma nel 1980, dove studia recitazione all'Accademia nazionale d'arte drammatica. Debutta nel 1980 a teatro con lo spettacolo Tutti al macello di Salvatore Cardone e prosegue l'anno successivo con Novelle esemplari. Musa ispiratrice e moglie di Roberto Benigni, lavora con lui fin dal 1983, nel film Tu mi turbi. Con lui recita in molti suoi film: nel 1988 Il piccolo diavolo, per il quale viene candidata al Nastro d'argento, nel 1991 Johnny Stecchino, nel 1994 Il mostro, nel 1997 La vita è bella, grazie al quale vince un Premio Flaiano e un Ciak d'oro, il premio dalla stampa estera e viene candidata allo Screen Actors Guild Award al miglior cast, nel 2002 Pinocchio e nel 2005 La tigre e la neve. Tutte queste pellicole sono state prodotte dalla Melampo Cinematografica, della quale è fondatrice e presidente dal 1991.
Ha poi intrapreso una florida carriera nel cinema, recitando anche senza il marito in film come Segreti segreti  del 1984 con Giuseppe Bertolucci, con Marco Ferreri nel 1987 in Come sono buoni i bianchi!, nel 1989 in Mystery Train di Jim Jarmush, nel 1990 con Bernardo Bertolucci ne Il tè nel deserto, nel 1995 con Marco Tullio Giordana in Pasolini, un delitto italiano ricevendo un'altra nomination ai Nastri d'argento, sempre nel 1995 con Roberto Faenza in Sostiene Pereira e nel 2003 con Francesca Comencini in Mi piace lavorare (Mobbing) con il quale viene candidata al nastro d'argento e vince il Festival de Cine de Mar de Plata fino a vincere nel 1997, con il film Ovosodo di Paolo Virzì, un David di Donatello come miglior attrice non protagonista, una candidatura ai Ciak d'oro e una candidatura ai Nastri d'argento. Nel 2005 viene insignita dal Presidente della Repubblica Ciampi, il titolo di Ufficiale all'ordine al merito della Repubblica Italiana. Nel 2007 torna in teatro e debutta a Massa Carrara con Il metodo Gronholm, spettacolo che ha portato in tournée in tutta Italia fino al marzo 2008.
Nel 2009 porta in teatro Tradimenti, uno spettacolo nel quale tutti i personaggi si tradiscono tra loro. Nel 2013 è uno dei componenti della giuria Cinéfondation e cortometraggi al Festival di Cannes. Nel novembre 2013 ha rilasciato la sua prima intervista televisiva alla trasmissione Che tempo che fa condotta da Fabio Fazio. Nel 2013 è protagonista della tournée teatrale Giorni felici, tratta dalle opere di Samuel Beckett e sotto la regia di Andrea Renzi. Nel 2016 le viene consegnato, in coppia con Roberto Benigni, il Globo d'oro alla carriera. Nel 2018 interpreta la marchesa Alfonsina De Luna nel film Lazzaro felice e nel 2019 è candidata al David di Donatello per la migliore attrice non protagonista e al nastro d'argento per il medesimo film.

### Carriera
Dopo essersi diplomata all'Accademia d'arte drammatica a Roma, debutta in teatro con Tutti al macello di Salvatore Cordone. Segue un'intensa attività teatrale. Nel corso della sua carriera, tra gli altri, è stata diretta da Jim Jarmusch, Roberto Faenza, Paolo Virzì, Alice Rohrwacher e Francesca Comencini. Ha inoltre riscosso un ampio consenso popolare recitando nelle pellicole del marito Roberto Benigniː nel 1988 Il piccolo diavolo, per il quale ricevette una candidatura ai Nastri d'argento, nel 1991 Johnny Stecchino, nel 1994 Il mostro, nel 1997 La vita è bella, film con il quale vinse il premio Flaiano, il premio Ciak d'oro e un premio dalla stampa e venne candidata allo Screen Actors Guild Award al miglior cast, nel 2002 Pinocchio e nel 2005 La tigre e la neve. Nel 1998, con il film Ovosodo di Virzì, ottenne il premio David di Donatello, una candidatura ai Ciak d'oro e una candidatura ai Nastri d'argento. Con i film Pasolini, un Delitto italiano di Faenza e Lazzaro Felice della regista Rohrwacher ottiene altre due nomination ai Nastri d'argento. Per quest'ultimo film è stata inoltre candidata al David di Donatello. Nel 2004 ha vinto il Festival de Cine de Mar de Plata per la pellicola Mobbing mi piace lavorare di Francesca Comencini e candidata ai Nastri d'argento. Nel 2009 ha portato in scena il dramma teatrale Tradimenti e, nel 2013, Giorni felici. Nel 2016 ha ricevuto, insieme al marito Roberto Benigni il Globo d'oro alla carriera.

## Vita privata
Il 26 dicembre 1991 si è sposata con l'attore e regista Roberto Benigni. Anche suo fratello Gianluigi Braschi è stato attivo nel mondo del cinema come produttore.. L'11 giugno 2012 è rimasta coinvolta in un incidente automobilistico, riportando alcune ferite al volto.

## Omaggi
Il 10 aprile 1999, per omaggiare l'attrice, gli astronomi Andrea Boattini e Maura Tombelli hanno catalogato un asteroide a cui hanno dato il nome 31605 Braschi. Il marito, Roberto Benigni, le ha dedicato numerosi premi e riconoscimenti. In risalto il Premio Oscar al miglior film straniero (La vita è bella) nel 1999, il Premio David di Donatello alla carriera nel 2017 e il Leone d'oro alla carriera alla mostra del cinema di Venezia nel 2021.

## Filmografia

Nicoletta Braschi ne Il mostro (1994)

### Cinema
- Tu mi turbi, regia di Roberto Benigni (1983)
- Segreti segreti, regia di Giuseppe Bertolucci (1985)
- Daunbailò (Down by Law), regia di Jim Jarmusch (1986)
- Cinématon #800, regia di Gérard Courant
- Il piccolo diavolo, regia di Roberto Benigni (1988)
- Come sono buoni i bianchi!, regia di Marco Ferreri (1988)
- Mystery Train - Martedì notte a Memphis (Mystery Train), regia di Jim Jarmusch (1989)
- Il tè nel deserto, regia di Bernardo Bertolucci (1990)
- Johnny Stecchino, regia di Roberto Benigni (1991)
- La domenica specialmente, regia di Giuseppe Bertolucci (1991)
- Il figlio della Pantera Rosa (Son of the Pink Panther), regia di Blake Edwards (1993)
- Il mostro, regia di Roberto Benigni (1994)
- Sostiene Pereira, regia di Roberto Faenza (1994)
- Pasolini, un delitto italiano, regia di Marco Tullio Giordana (1994)
- La vita è bella, regia di Roberto Benigni (1997)
- Ovosodo, regia di Paolo Virzì (1997)
- Pinocchio, regia di Roberto Benigni (2002)
- Mi piace lavorare (Mobbing), regia di Francesca Comencini (2003)
- La tigre e la neve, regia di Roberto Benigni (2005)
- Lazzaro felice, regia di Alice Rohrwacher (2018)
- Nureyev - The White Crow, regia di Ralph Fiennes (2018)

### Documentari
- Marco Ferreri, il regista che venne dal futuro, regia di Mario Canale (2007)
- Quiproquo, regia di Elisabetta Sgarbi (2011)

## Teatro
- Tutti al macello, di Boris Vian, regia di Salvatore Cardone (1980)
- Novelle esemplari, di Miguel de Cervantes, regia di Lorenzo Salveti (1981)
- Bosco shakesperiano, di Aldo Trionfo, regia di Lorenzo Salveti (1982)
- Il sogno di Strindberg, regia di Luca Ronconi (1983)
- Sogno di una notte di mezza estate, di Felix Mendelssohn, diretto da Claudio Abbado (2004)
- Il Metodo Gronholm, regia di Cristina Pezzoli (2007–2008)
- Tradimenti, regia di Andrea Renzi (2009–2011)
- Interno3, regia di Francesco Saponaro (2012)
- Giorni felici, regia di Andrea Renzi (2013, 2016)

## Riconoscimenti
- David di Donatello
  - 1998 – Migliore attrice non protagonista per Ovosodo
  - 2019 – Candidatura alla migliore attrice non protagonista per Lazzaro felice

- Nastro d'argento
  - 1989 – Candidatura alla migliore attrice non protagonista per Il piccolo diavolo
  - 1996 – Candidatura alla migliore attrice non protagonista per Pasolini, un delitto italiano
  - 1998 – Candidatura alla migliore attrice non protagonista per Ovosodo
  - 2004 – Candidatura alla migliore attrice protagonista per Mi piace lavorare (Mobbing)
  - 2018 – Candidatura alla migliore attrice non protagonista per Lazzaro felice

- Screen Actors Guild Award
  - 1999 – Candidatura al miglior cast per La vita è bella

- Ciak d'oro
  - 1998 – Miglior attrice protagonista per La vita è bella
  - 1998 – Candidatura alla migliore attrice non protagonista per Ovosodo

- Premio Flaiano
  - 1998 –  Miglior attrice protagonista per La vita è bella

- Globo d'oro
  - 2016 – Alla carriera

- Festival internazionale del cinema di Mar del Plata
  - 2004 – Migliore attrice protagonista per Mi piace lavorare (Mobbing)

### Altri premi
- 1999 – Premio dalla stampa estera per La vita è bella